# Oda Nobuyuki
Oda Nobuyuki (織田 信行?   1536 - 1557) fue un samurái japonés hermano de Oda Nobunaga que vivió en el período Sengoku de la historia de Japón.
Nobuyuki tenía el control del Castillo Suemori en Owari y comenzó una serie de negociaciones con el clan Hayashi, lo cual Nobunaga tomó como una traición, por lo que envió a Ikeda Nobuteru a asediar el castillo, donde finalmente Nobuyuki fue asesinado.